# Mauritz Posse (jurist)
Mauritz Posse, född den 23 september 1784 i Jönköping, död den 8 mars 1842 på Rosenlund i Ljungarums socken, Jönköpings län, var en svensk friherre och jurist. Han var son till Gustaf Mauritz Posse.
Posse blev student vid Lunds universitet 1800 och avlade examen till rättegångsverken där 1802. Han blev auskultant i Göta hovrätt sistnämnda år, extra kanslist där samma år, extra notarie samma år och extra ordinarie kanslist i justitierevisionsexpeditionen 1805. Posse tilldelades häradshövdings fullmakt 1807. Han blev assessor i nämnda hovrätt 1808, hovrättsråd där 1822 och vice president i samma hovrätt 1838. Posse blev riddare av Nordstjärneorden 1830.